# Acianthera oligantha

Acianthera oligantha é  uma espécie de orquídea (Orchidaceae) que existe nos estados da costa, de Santa Catarina ao Espírito Santo, Brasil. Pertence à secção Sicaria, subseção Sicaria do gênero Acianthera, caracterizado plantas de crescimento cespitoso, com caules secundários, também chamados ramicaules, com a secção superior triangular, mais largos junto a folha que na base, inflorescência subséssil com poucas ou muitas flores, segmentos florais frequentemente espessos, ou levemente pubescentes ou papilosos, em um grupo composto por plantas mais fibrosas e resistentes, com ramicaule canaliculado, sem asas ou com asas estreitas, cuja folha não parece uma continuação do ramicaule, ou seja, a ligação entre os dois é clara. Esta espécie é similar à Acianthera foetens porém com menos flores, menores, amarelas, mais abertas, com sépalas laterais mais largas e arredondadas na extremidade e labelo púrpura de ápice liso.

## Publicação e sinônimos
- Acianthera oligantha (Barb.Rodr.) F.Barros, Hoehnea 30: 186 (2003).

Sinônimos homotípicos:
- Pleurothallis oligantha Barb.Rodr., Gen. Spec. Orchid. 2: 33 (1881).